# 齐涛 (1961年)
齐涛（1961年3月—），男，中华人民共和国历史学家、政治人物，博士生导师。

## 生平
早年就读于山东大学历史系历史学专业本科班，后在中国古代史专业研究生班、博士班就读。1985年12月1日加入中国共产党。毕业后留校任职，并担任山东大学历史系教师、讲师，1991年晋升为副教授职称，1993年晋升为教授职称。后出任山东大学出版社副总编辑、社长，1996年起历任山东大学副校长，山东省教育委员会副主任，山东省社会科学联合会党委副书记、副主席，曲阜师范大学校长，山东省教育厅厅长。
2013年，离开教育系统，出任山东省人民政府副秘书长兼办公厅主任，2015年不再兼任办公厅主任。
2017年，当选为山东省人大常委会秘书长。翌年，当选为第十三届山东省人大常委会副主任。

## 作品
- . 济南市: 山東人民出版社. ISBN 9787209017121 （中文（中国大陆））.
- . 济南市: 山东教育出版社. ISBN 9787532834877 （中文（中国大陆））.
- . 南京市: 南京大学出版社. ISBN 9787305031717 （中文（中国大陆））.